# Баль Людмила Олександрівна
Людми́ла Олекса́ндрівна Ба́ль (25 червня 1960) — українська тренерка зі спортивної гімнастики та спортивна функціонерка, директорка рівненської ДЮСШ № 1 (з 2000 року). Кандидат у майстри спорту СРСР.

## Життєпис
У 1970 році Людмила Баль вперше потрапила до рівненської ДЮСШ № 1, де розпочала заняття спортивною гімнастикою спочатку під керівництвом Лізетти Грінік, а згодом Германа Шишкіна. Здобула розряд кандидата у майстри спорту СРСР. Закінчила Львівський державний інститут фізичної культури за спеціальністю тренер-викладач зі спорту. Під час навчання познайомилася та одружилася з футболістом Орестом Балем, з яким у 1986 році повернулася до Рівного. Чоловік продовжив виступи у складі місцевого «Авангарду», а Людмилу запросили на посаду тренерки зі спортивної гімнастики до рідної ДЮСШ № 1.
У 1994 році призначена на посаду заступниці директора з навчально-тренувальної роботи, а у 2000 році зайняла посаду директора ДЮСШ № 1.

## Відзнаки та нагороди
- Почесна грамота Міністерства освіти і науки України
- Нагрудний знак МОН України «Відмінник освіти»
- Відзнака «За заслуги перед містом» III ступеня[2]

## Сім'я
- Чоловік — Орест Баль (1960 р.н), радянський футболіст та український футбольний тренер.
- Донька — Вікторія, онук — Данило.